# Mariage homosexuel en Islande
- Mariage homosexuel
- Autre type de partenariat (ou concubinage)
- Cohabitant enregistré
- Mariage reconnu dans une mesure limitée mais non célébré
- Unions de personnes de même sexe non reconnues
- Mariage interdit par la Constitution

Le mariage homosexuel est légal en Islande depuis le 27 juin 2010. Le projet de loi portant définition d'un mariage ouvert aux homosexuels est passé devant le parlement islandais (Althing) le 11 juin 2010. Aucun membre du parlement ne s'est opposé au projet de loi, et les sondages d'opinion publique suggéraient qu'il était populaire en Islande. L'Islande est le neuvième pays du monde à légaliser le mariage homosexuel.
Le gouvernement islandais, élu en avril 2009, a annoncé l'introduction d'une loi sur le mariage indifférent au sexe des époux dans un avenir proche. Le gouvernement, issu d'une coalition de l'Alliance et du Mouvement des verts et de gauche, a publié le 19 mai 2009 un document déclarant qu'« une loi sur le mariage allait être adoptée » . Sans être explicitement dit, il était sous-entendu que la loi concernerait autant les homosexuels que les hétérosexuels,. Le Parti du progrès d'opposition a aussi soutenu le mariage ouvert aux homosexuels.
Le 18 novembre 2009, le ministre de la Justice et des droits humains, Ragna Árnadóttir, a confirmé que le gouvernement travaillait sur une « loi sur le mariage unique » qui inclurait les couples hétérosexuels et homosexuels.
Le 23 mars 2010, le gouvernement a présenté un projet de loi pour abroger la loi sur le partenariat enregistré[précision nécessaire] et autoriser les couples à se marier sans considération d'orientation sexuelle,.
Le 11 juin 2010, le parlement islandais a approuvé le projet de loi à 49 voix pour, aucune contre, et 14 abstentions,,. 
La loi est entrée en vigueur le 27 juin 2010. Le jour même, la Première ministre Jóhanna Sigurðardóttir se marie avec sa compagne Jónína Leósdóttir.